# Hemigordiopsidae
Hemigordiopsidae es una familia de foraminíferos bentónicos de la superfamilia Cornuspiroidea, del suborden Miliolina y del orden Miliolida. Su rango cronoestratigráfico abarca desde el Viseense (Carbonífero inferior) hasta la Actualidad.

## Clasificación
Hemigordiopsidae incluye a las siguientes subfamilias y géneros:
- Subfamilia Hemigordiopsinae
  - Agathammina †
  - Gordiospira
  - Hemigordiopsis †, también considerada en la subfamilia Hemigordiinae
  - Hemigordius †
  - Nodogordiospira †
  - Orthella †
  - Orthovertella †
- Subfamilia Shanitinae
  - Shanita †, también considerado en la subfamilia Neodiscinae de la familia Neodiscidae

Otra subfamilia considerada en Hemigordiopsidae es:
- Subfamilia Hemigordiinae
  - Hemigordius †
  - Pseudohemigordius †
  - Septigordius †

Otros géneros considerados en Hemigordiopsidae son:
- Conicocornuspira † de la subfamilia Hemigordiopsinae, aceptado como Hemigordius
- Gansudiscus † de la subfamilia Hemigordiopsinae, aceptado como Hemigordiopsis
- Glomomidiellopsis † de la subfamilia Hemigordiopsinae, también considerado en la Familia Neodiscidae
- Hemigordiella † de la subfamilia Hemigordiopsinae, aceptado como Hemigordius
- Midiella † de la subfamilia Hemigordiopsinae, considerado subgénero de Hemigordius, Hemigordius (Midiella)
- Neoangulodiscus † de la subfamilia Hemigordiopsinae, aceptado como Hemigordius
- Okimuraites † de la subfamilia Hemigordiopsinae, considerado subgénero de Hemigordius, Hemigordius (Okimuraites)
- Ondogordius † de la subfamilia Hemigordiopsinae, aceptado como Hemigordius